# Bruay-sur-l'Escaut Communal Cemetery
Bruay-sur-l'Escaut Communal Cemetery is een Britse militaire begraafplaats gelegen in de Franse plaats Bruay-sur-l'Escaut (Noorderdepartement). De begraafplaats wordt onderhouden door de Commonwealth War Graves Commission.
De begraafplaats telt 4 geïdentificeerde Gemenebest graven uit de Eerste Wereldoorlog.